# 노숙동
노숙동(盧叔仝, 1403년 3월 25일 ~ 1463년 7월 7일)은 조선의 문신이다. 본관은 풍천(豊川). 자는 화중(和仲), 호는 송재(松齋)이다.

## 생애
할아버지는 노흥길(盧興吉)이고, 아버지는 증 병조참판 노언(盧焉)이며, 어머니는 군기시소윤 김양귀(金良貴)의 딸이다.
1427년(세종 9) 친시 문과에 을과로 급제하여 승문원의 박사·교리(校理)와 사헌부감찰을 역임하고, 《자치통감훈의 資治通鑑訓義》 편찬에 참여하였다. 이어 집현전에 선임되고, 수찬(修撰)이 되어 지제교를 겸임하며, 《치평요람(治平要覽)》 편찬에 참여하였다.
1436년 문과 중시(文科重試)에 을과로 급제하고 직강으로 승진하였다. 그 뒤 전라도도사(全羅道都事)와 집현전의 교리·응교를 역임, 항상 춘추관직을 겸임하고 경연에 참여하였다. 필선(弼善)·보덕(輔德)·사인(舍人)을 거쳐, 1448년 지사간원사(知司諫院事)로 승진하였다. 이듬해 언사(言事)로 지통례첨사(知通禮詹事)에 체직되었다.
1450년(문종 즉위년) 세자시강원좌필선·예문관직제학을 거쳐 집현전직제학을 역임하였다. 이듬해 당상관으로 승진하면서 호분위상장군 겸 지병조사춘추관편수관을 거쳐, 다시 동부승지로 발탁되었다. 1451년에 찬진(撰進)된 《고려사》의 기(紀)·지(志)·연표 집필에 참여하였다.
1452년(단종 즉위년) 좌부승지·우승지를 역임하고, 이듬해 좌승지를 거쳐 호조참판에 승진하면서 보문각제학(寶文閣提學)과 동지경연사를 겸임하였다. 1455년(세조 1) 예문관제학 겸 동지경연사에 이어 대사헌이 되면서 세자좌부빈객(世子左副賓客)을 겸임하였고, 좌익원종공신(佐翼原從功臣) 2등에 책록되었다.
1456년 형조참판에 체직되고, 이듬해 덕녕부윤(德寧府尹)·도진무를 거쳐 가정대부에 오르면서 예조참판 겸 동지춘추관사·예문관제학 겸 강원도관찰사를 역임하였다. 1458년 호조참판에 제수되었고, 이 후 판진주목사(判晉州牧事)·경상도관찰사·한성부윤·동지중추원사(同知中樞院事)를 역임하였다.
1462년 사은사로서 명나라에 다녀왔으며, 상호군(上護軍)이 되었다가 죽었다. 세조 때 청백리에 녹선(錄選)되었다.